# Cæsium
Cæsium (af latin; caesius, der betyder "himmelblå" eller "lyseblå"; efter markante linjer i stoffets spektrum) er det 55. grundstof i det periodiske system: Det har det kemiske symbol Cs, og under normale temperatur- og trykforhold optræder det som et skinnende, let gulligt og forholdsvis blødt metal. Cæsium anvendes primært i atomure.

## Kemiske egenskaber
Som de øvrige alkalimetaller er cæsium ganske reaktionsvilligt, fordi det har en enkelt elektron i atomets yderste elektronskal. Atomer "foretrækker" at have deres yderste skal fyldt op med elektroner ligesom ædelgasserne, så cæsiumatomet er "ivrigt" efter at slippe af med den enlige elektron i sin yderste skal, så den fyldte, næst-yderste skal kommer til at fremstå som atomets "nye", yderste skal. Cæsium er desuden det næstmindst elektronegative alkalimetal, hvilket betyder at cæsiumatomet har let ved at "give slip" på elektroner. 
Det gør cæsium ekstremt reaktionsvilligt; det iltes ("ruster") lynhurtigt i atmosfærisk luft, og kan bryde i brand ved kontakt med luften. Som de øvrige alkalimetaller reagerer cæsium med vand, og sågar med is med temperaturer ned til -116 °C, under dannelse af gasformig brint samt cæsiumhydroxid; et af de mest basiske stoffer man kender.

## Tekniske anvendelser
En af de vigtigste anvendelser af cæsium, er i atomure, hvor egenskaber ved cæsiumatomet meget nøje regulerer den takt som urets elektroniske "pendul" svinger med. Sådanne ure "taber" eller "vinder" højst nogle få sekunder i løbet af adskillige årtusinder, og siden 1967 har SI-systemet defineret 1 sekund som 9.192.631.770 periodetider af den stråling der svarer til skiftet mellem to energiniveauer i elektronernes spin i et cæsium-133-atom i dets grundtilstand.
Visse radioaktive isotoper af cæsium bruges som strålingskilde til mange forskellige formål, fra behandling af visse former for kræft, til industrielle måleapparater for godstykkelse, væskestand, vandindhold og meget mere.

## Historie
Cæsium er det første grundstof der blev opdaget ved hjælp af spektroskopi: I 1860 påviste Robert Bunsen og Gustav Kirchhoff et nyt grundstof i mineralvand fra Dürkheim i Tyskland, som gav sig til kende ved nogle klare blå spektrallinjer. Stoffet blev isoleret i 1881.

## Forekomst og udvinding
Som andre alkalimetaller findes cæsium blandt andet i mineralerne lepidolit og pollucit. En af de største og vigtigste forekomster af cæsiumholdige mineraler ligger ved Bernic Lake i Manitoba i Canada; her findes anslået 300.000 tons pollucit med i gennemsnit 20% cæsium.
Det rene cæsium kan udvindes på flere forskellige måder, blandt andet ved elektrolyse af smeltet cæsiumcyanid.
I 1997 var prisen på rent cæsium ca. 30 amerikanske dollar per gram, men cæsium i forbindelser som f.eks. cæsiumklorid og cæsiumnitrat var meget billigere.

## Isotoper af cæsium
Med 39 isotoper er cæsium det stof man kender næst-flest isotoper af, kun overgået af francium. Alligevel findes der kun én naturligt forekommende stabil cæsium-isotop; Cs-133.
Isotoperne Cs-134 og Cs-137 fandtes ikke oprindeligt i naturen, men er blevet introduceret som et biprodukt fra kernekraftværker og atomvåben-eksplosioner. Specielt blev der ved Tjernobylulykken frigivet store mængder cæsium-137.
I Bayern har man siden haft et paradoks  med radio-aktive vildsvin p.g.a. Cs-137, hvor det har vist sig at en del af problemet skyldes atom-prøvesprængninger i 1960'erne, og sandsynligvis har man endnu ikke set alle de egentlige problemer efter Tjernobyl.